# Scienza e religione (saggio)
Scienza e religione è un saggio di Bertrand Russell pubblicato nel 1935  col titolo Religion and science dalla Oxford University Press. In Italia fu pubblicato per la prima volta da La Nuova Italia nel 1951; successivamente uscì anche per Longanesi e TEA con prefazione di Giulio Giorello.

## Analisi del saggio
Scienza e religione consta di dieci capitoli, delle cui tematiche principali si propone un breve riassunto qui di seguito:  
- I capitolo: Terreni di scontro  La scienza e la religione sono due aspetti fondamentali della vita sociale dell'uomo: la prima, come oggi la conosciamo, è sorta definitivamente nel sedicesimo secolo (dopo vacillanti esperienze tra greci e arabi), la seconda accompagna l'uomo fin dai primordi del suo cammino spirituale. La scienza è "il tentativo di scoprire, per mezzo dell'osservazione e del ragionamento fondato sull'osservazione [...] fatti particolari riguardanti il mondo e [...] leggi. A fianco alla scienza vi è anche la tecnica scientifica che, applicando le conoscenze teoriche, migliora praticamente la vita dell'uomo. La religione storica si è sempre basata su questi tre aspetti: una Chiesa, una fede e un codice di etica individuale. Ne consegue che il maggiore terreno di scontro tra religione e scienza è, probabilmente, la fede. La religione deriva deduttivamente i suoi dogmi da testi sacri e autorità che vanno presi per veri, la scienza è sempre sperimentale e procede invece per "congetture e confutazioni" (come direbbe Popper), senza accettare autorità.
- II capitolo: La rivoluzione copernicana  La prima battaglia tra scienza e religione si è giocata sul campo dell'astronomia. Questo capitolo analizza dal punto di vista storico gli avvenimenti che hanno caratterizzato l'attrito tra le due. La disputa si è sempre svolta tra il cosiddetto sistema copernicano (avallato tra gli altri dal greco Aristarco di Samo, Copernico, Tycho Brahe, Keplero e Galileo) e il  sistema aristotelico-tolemaico (sostenuto dalla Chiesa, sulla scorta degli studi fatti da Aristotele prima e Tolomeo poi). Lo scontro si è fatto via via sempre più aspro: nel 1543 Copernico pubblicò il suo "De revolutionibus orbium coelestium", presentando la teoria che il Sole sia al centro del Sistema Solare e che la Terra goda di un doppio moto (uno di rotazione su se stessa e uno di rivoluzione attorno al Sole) solo come mera ipotesi matematica, salvandosi così dal giudizio delle autorità ecclesiastiche. Galileo, invece, per aver guardato nel telescopio, fu costretto ad abiurare.
- III capitolo: L'evoluzione  Anche l'idea del mutamento in astronomia prima, geologia e biologia poi, fu difficile da accettare dalla Chiesa. Le teorie introdotte dalla scienza empirica cocciavano in qualche modo con i dogmi di fede: a cavallo tra '700 e '800 era comunemente accettata la Genesi come fonte principale sull'origine dell'universo, della Terra e delle creature che la popolano. A sconfiggere gradualmente questa visione del mondo furono numerosi scienziati e osservatori, tra cui il più noto è probabilmente Charles Darwin, che non solo accettò l'idea dell'evoluzione "graduale delle piante e degli animali per mezzo della stirpe e della variazione", ma propose anche un valido meccanismo, quello della Selezione naturale e Sessuale che fece "sembrare più probabile l'evoluzione". Si trattava dunque di congetture che si scontravano con l'interpretazione letterale della Bibbia e con le teorie fissiste allora in auge e che provavano scomodamente l'esistenza di antenati comuni per le diverse specie.
- IV capitolo: Demonologia e medicina "Lo studio scientifico del corpo umano e delle sue malattie si è dovuto scontrare [...] con una massa di superstizioni", così si apre questo capitolo e di questo argomento Russell tratterà diffusamente. La scienza nel corso dei secoli ha dovuto estirpare l'idea che la malattia fosse legata al peccato e alla possessione del corpo da parte di demoni. Solo cancellando queste superstizioni si è potuta inaugurare una scienza medica sperimentale e solo così si è potuto mettere un freno alle pratiche di cura (quali esorcismi o castighi) che avevano origine dalle superstizioni stesse.
- V capitolo: L'anima e il corpo  L'ultimo ambito della natura a sottoporsi al dominio della legge scientifica è stato quello più vicino a noi, ovvero la psicologia. Benché sia difficile definire chiaramente l'oggetto di studio della psicologia, secondo l'autore è da escludere che sia "lo studio dell'anima", come suggerirebbe la traduzione letterale. Ad oggi, la psicologia si occupa dei "fenomeni mentali". Questa recente scienza ha preso lentamente commiato proprio da concetti quali sostanza, spirito, anima: è svanita col tempo la vecchia distinzione tra anima e corpo, proprio perché "la materia ha perduto la sua vecchia solidità [con gli studi della fisica] e lo spirito la sua spiritualità [con gli studi della filosofia e della psicologia]"
- VI capitolo Il determinismo
- VII capitolo Il misticismo
- VIII capitolo Il Progetto Cosmico
- IX capitolo La scienza e l'etica
- X capitolo: Conclusione  Una buona parte delle riflessioni personali di Russell viene fatta proprio nella Conclusione. "La mentalità scientifica" - asserisce il nostro autore - "è prudente, sperimentale ed empirica; non pretende né di conoscere l'intera verità né che la sua conoscenza sia interamente vera". Questo piccolo elogio dell'attività scientifica (che tanto ci ricorda i concetti di fallibilismo e tolleranza evocati da Popper) non impedisce però a Russell di riportare un rischio insito da una creatura della scienza teorica: la tecnica. Governi e grandi aziende impiegano la tecnica scientifica con mentalità e intenti (potere e ricchezza) del tutto contrari allo spirito scientifico. Infine, la guerra tra scienza e teologia ha portato alla epurazione del cristianesimo delle sue "parti inessenziali", derivanti da istituzioni terrene che di spirituale hanno avuto poco, in alcune epoche. Il saggio si conclude con una nota di attualità politica: se un tempo la scienza si doveva guardare dalle Chiese cristiane, ora (nel 1935, anno di pubblicazione) la minaccia viene dai governi dittatoriali.